# Francisco de Borja Jurado Delgado
Francisco de Borja Jurado Delgado   es un futbolista nacido el 14 de marzo de 1990 en Málaga, España, que juega  como lateral derecho en el Club Atlético Estación de España.

## Clubes
| Club          | País   | Año       |
| ------------- | ------ | --------- |
| A. Malagueño  | España | 2009-2015 |
| CD El Palo    | España | 2015-2017 |
| AD Malaka CF  | España | 2017      |
| La Roda CF    | España | 2017-2018 |
| CD Zenit      | España | 2018-2019 |
| Atl. Estación | España | 2019-act. |